# Hermann Frenkel
Hermann Frenkel (* 21. Mai 1850 in Danzig; † 26. Mai 1932 in Berlin) war Geheimer Kommerzienrat, Partner der Jacquier- und Securius-Bank und ab 1923 Partner von Friedrich Minoux. Er gehörte zu den Gründern der Universum Film AG.

## Leben
Frenkel, Sohn des Bankiers S. Frenkel und dessen Ehefrau Caroline (1821–1901), geb. Meyer, machte eine Banklehre bei Alex & Rosenthal in Berlin und bei der Deutschen Bank, deren Prokurist er wurde. 1872 kam er als Direktor zur Berliner Commerz- und Wechselbank und war seit 1878 Teilhaber des 1817 gegründeten Bankhauses Jacquier & Securius. Er gehörte zahlreichen Wirtschaftsgremien und Aufsichtsräten an, war Mitglied des Ältestenkollegiums der Kaufmannschaft von Berlin und nahm das Amt des Schatzmeisters des Kaiserin-Augusta-Viktoria-Hauses zur Bekämpfung der Säuglingssterblichkeit wahr. 1901 wurde er Kommerzienrat und 1909 Geheimer Kommerzienrat.
1929 wurde er Mitglied des Zentralausschusses der Reichsbank. Frenkel war mit Henriette Pinkuss (1859–1934) verheiratet.
Frenkel war auch ein bekannter Kunstsammler, der sich auf deutsche, französische und spanische Gemälde des 19. Jahrhunderts sowie auf niederländische Werke aus dem 17. und venezianischen 18. Jahrhundert konzentrierte. Seine Erben verkauften den größten Teil der Sammlung im Oktober 1932. Einige Werke wurden nicht verkauft, darunter ein Stillleben von Frans Snyders, das sich seit 1938 im Kunstpalast in Düsseldorf befindet.